# Marcy Borders
Marcy Borders (Bayonne, 19 luglio 1973 – Paterson, 24 agosto 2015) è stata una funzionaria statunitense che lavorava presso la Bank of America situata nel World Trade Center e sopravvisse al suo crollo, in seguito agli attentati dell'11 settembre 2001. Stan Honda, fotografo di Agence France-Presse, ha catturato un'immagine di Borders, completamente ricoperta di polvere dal crollo dell'edificio, che in seguito è stata ampiamente descritta come "iconica". L'immagine divenne così ben nota e così ampiamente diffusa, che Borders divenne nota come The Dust Lady (in italiano La donna delle polveri).

## Impatto culturale
L'immagine che Honda prese di Borders divenne iconica; è stata ricordata in molti articoli sugli attacchi dell'11 settembre. Il Daily Telegraph l'ha scelta come una delle sopravvissute che hanno profilato nel decimo anniversario dell'attacco. Borders è stata invitata a trascorrere il decimo anniversario dell'11 settembre in occasione di un evento commemorativo in Germania.

## Morte
A Borders è stato diagnosticato un tumore allo stomaco nell'agosto 2014. Era fermamente convinta che il suo cancro fosse stato innescato dalla polvere tossica a cui era stata esposta quando il World Trade Center è crollato. È morta il 24 agosto 2015.